# Азиз, Сартадж
Сартадж Азиз (англ. Sartaj Aziz; 7 февраля 1929, Мардан — 2 января 2024) — пакистанский государственный деятель.

## Биография
Родился 7 февраля 1929 года в городе Мардане Северо-Западной пограничной провинции Британской Индии, окончил Университет Пенджаба в 1949 году. В 1962 году он продолжил обучение в Гарвардском университете (США), где получил степень магистра в области государственного управления (экономического развития).
Стал работать на государственной службе в 1950 году, занимал различные должности и поднялся до уровня заместителя секретаря в комиссии по экономическому планированию в 1967 году. Азиз был одним из основных экономистов в третьей и четвёртой пятилетке Пакистана.
В 1971 году начал международную карьеру в ООН заняв должность в отделе по продовольствию и сельскому хозяйству (1971—1975), во Всемирном продовольственном совете (1975—1977) и Международном фонде сельскохозяйственного развития (1978—1984). Азиз принимал участие в ряде международных конференций и был активным участником диалога Север-Юг и Юг-Юг.
Азиз Сартадж начал свою политическую карьеру в апреле 1984 года, когда вернулся в Пакистан и присоединился к Федеральному кабинету министров, как государственный министр продовольствия, сельского хозяйства и кооперативов. Он был избран сенатором от Хайбер-Пахтунхвы в 1985 году и снова вернулся в Сенат Пакистана в марте 1988 года на шестилетний срок. Затем был вновь избран в качестве члена сената от Хайбер-Пахтунхвы в марте 1994 года ещё на шесть лет.
Сартадж Азиз был назначен специальным помощником премьер-министра в октябре 1985 года, государственным министром продовольствия и сельского хозяйства в январе 1986 года, федеральным министром продовольствия, сельского хозяйства и развития сельских районов в июне 1988 года. Он служил в качестве федерального министра финансов, планирования и экономических вопросов с августа 1990 по июль 1993 года.
В июле 1993 года Сартадж Азиз был назначен генеральным секретарём Пакистанской мусульманской лиги (Н). С 1998 по 1999 год был министром иностранных дел Пакистана.
Скончался 2 января 2024 года на 95-м году жизни.